# Blue Air Moravia
Blue Air Transport  — планована та ліквідована чеська авіакомпанія, що базується в Брно. З березня 2018 року будуть виконуватися рейси з Брно, аеропорт Туржани. Це дочка румунської авіакомпанії Air Blue, була заснована в січні 2018 року. Буде літати в семи напрямках і на одному Boeing 737—500 місткістю 126 місць, придбаний Blue Air.
Власники 35 % — Південноморавський край, решта 65 % — Blue Air.

## Призначення
Ця авіакомпанія має рейси з Брно, регулярно до Барселони, Брюсселя, Мілана, Риму та Львова. Тільки в літній час це також будуть напрямки Дубровник та Спліт.